# سانتا کروچه دل سانیو
سانتا کروچه دل سانیو (به ایتالیایی: Santa Croce del Sannio) یک کومونه در ایتالیا است که در استان بنونتو واقع شده‌است. سانتا کروچه دل سانیو ۱۶٫۳ کیلومتر مربع مساحت و ۱٬۰۶۱ نفر جمعیت دارد و ۶۸۹ متر بالاتر از سطح دریا واقع شده‌است.